# セシル・ノーブル
セシル・レジナルド・ノーブル（英語: Cecil Reginald Noble, VC 1891年6月4日 - 1915年3月13日）は、イギリス陸軍の軍人。敵前での勇敢な行為を対象とするヴィクトリア十字章を授与された。最終階級は陸軍下級伍長（Lance-Corporal）。
当時23歳だったノーブル下級伍長（ライフル旅団（王配所有）第2大隊所属）は、フランス北部で行われたヌーヴ＝シャペルの戦いに参加。1915年3月12日、ヌーヴ＝シャペルにて、部隊は機関銃と鉄条網で防備された無人地帯を突破し、ドイツ帝国軍の塹壕まで前進するように命令を受けた。ノーブルとハリー・ダニエルズ中隊最先任上級曹長は自発的にカッターを携えて駆け出し、鉄条網の切断に成功した。二人は負傷し、ノーブルは翌日に傷がもとで死去したが、この活躍でヴィクトリア十字章が死後追贈された。
パ＝ド＝カレー県サントメールの2マイル南にあるロンゲネス記念墓地に埋葬されている。